# Hemistigma albipunctum
Hemistigma albipunctum – gatunek ważki z rodziny ważkowatych (Libellulidae). Szeroko rozprzestrzeniony w Afryce Subsaharyjskiej.